# 費姓
費姓为中文姓氏之一。伯益帮助大禹治水有功，可是伯益早逝。夏启分封其子若木于费地，后以地为氏。他的后代一支以费为姓，如夏桀时去夏归商的费昌，就是他的后裔。嬴姓十四氏之一。在《百家姓》中排名第65位。根據不同的起源有不同的讀音。

## 起源
1. 出自姬姓，以邑為氏，春秋時魯懿公之孫受封於費（位於今山東省濟寧市魚台縣）這一支費姓讀音應作「吠(Fèi)」。
2. 出自姬姓，以邑為氏，魯桓公的後裔季孫氏受封於費邑（又稱鄪邑，費／鄪音「秘」，今山東費縣西北）。這後代以費為氏，此時費姓讀音應作「秘(Bì)」，今日多誤讀為「吠(Fèi)」。
3. 出自姒姓，夏禹的後代。曾為魯國附屬國。這一支費姓讀音應作「吠(Fèi)」。
4. 出自嬴姓，費昌的後代。
5. 外族改姓，鮮卑族有費連氏，漢化改姓費，這一支費姓讀音應作「吠(Fèi)」。

## 延伸阅读
[在维基数据编辑]
 《百家姓》
 《欽定古今圖書集成·明倫彙編·氏族典·費姓部》，出自陈梦雷《古今圖書集成》